# Bagré
Bagré – miasto w Burkinie Faso, w Prowincji Boulgou. Według danych szacunkowych na rok 2010 liczy 19 786 mieszkańców.